# أغيوي ثيودوروي
أييوي ثيودوروي (باليونانية: Άγιοι Θεόδωροι)‏ هي مدينة في كورينثيا في إقليم وسط اليونان في اليونان.
يبلغ عدد سكانها حوالي 5823 نسمة.